# Augusta Bender

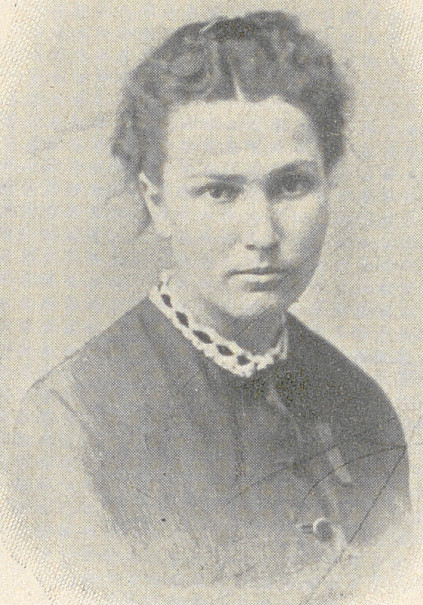
Augusta Bender (1870)

Augusta Bender (* 20. März 1846 in Oberschefflenz; † 16. September 1924 in Mosbach) war eine deutsche Schriftstellerin, Heimatdichterin, Lehrerin und Frauenrechtlerin.

Sie schrieb Gedichte, Kalendergeschichten, Erzählungen, Novellen, Kulturbilder und Romane und sammelte historische Texte, Volkslieder, Bauernregeln, Kinderreime und Spruchweisheiten.

## Leben
Augusta Bender war das sechste Kind des Landwirts und Gemeinderats Johann Jakob Bender und seiner Frau Christine. Die Familie lebte in bescheidenen Verhältnissen. In der Schule war sie eine Außenseiterin, die sich zunehmend mit Literatur beschäftigte. 1855 veröffentlichte sie erste Gedichte in der Mosbacher Zeitung. Sie traf die damals für eine Frau ungewöhnliche Entscheidung, nicht zu heiraten und ihren Lebensunterhalt selbständig zu verdienen. Sie flüchtete aus der Enge ihres Heimatdorfes nach Mannheim, um Schauspielerin zu werden. Dieses Vorhaben scheiterte jedoch. Eine Ausbildung zur Weißnäherin brach sie nach sechs Wochen ab. Anschließend machte sie 1864 in Mosbach einen höheren Schulabschluss, mit dem sie in Karlsruhe als eine der ersten Frauen beim Telegrafenamt zu arbeiten begann. 
1865 bis 1867 arbeitete sie als Telegrafistin bei der Post in Karlsruhe. Von 1867 bis 1868 folgte eine weitere Ausbildung zur Lehrerin für höhere Töchterschulen. Sie ging als Privatlehrerin und Gouvernante nach England, wurde aber krank und kehrte enttäuscht zurück. Ab 1868 lebte sie in einfachsten Verhältnissen in Heidelberg, gab Privatstunden, veröffentlichte Gedichte, war Erzieherin und Begleiterin für reisende Ausländer. In den Jahren 1868 und 1869 unternahm sie als Gouvernante einer US-Diplomatenfamilie eine Reise nach Paris, Nizza, Genua und Rom.

1871 reiste sie in die USA, um dort als Lehrerin mit Vorträgen und als Schriftstellerin zu Ansehen und Geld zu kommen. Eine erste Gedichtsammlung erschien 1880 in New York. Auf Grund ihrer Kontakte zur Frauenbewegung und trotz ihrer angegriffenen Gesundheit reiste sie neunmal über den Atlantik. Um 1873 hielt sie Vorträge beim Frauenkongress in Stuttgart und bei Frauentagen in Mannheim und Karlsruhe. Sie kämpfte gegen die Benachteiligung der Frauen. Von 1873 bis 1874 lebte sie in Adelsheim. 1874 ging sie wiederum in die USA, wo sie bis 1897 – unterbrochen von Reisen nach Deutschland – lebte. In New York legte sie das amerikanische Lehrerinnenexamen ab. Eine Anstellung als Lehrerin wurde wegen Krankheit abgebrochen. Sie arbeitete als Privatlehrerin in Philadelphia und New York. Ab 1880 wandte sie sich stärker der Schriftstellerei zu. Durch den gescheiterten Versuch, 1880/81 in Heidelberg eine Fremdsprachenschule für Erwachsene aufzubauen, wurde sie mittellos. Von 1890 bis 1891 folgte ein Kuraufenthalt in Heddernheim bei Frankfurt/Main. Es erschien ihr historischer Roman Die Reiterkäthe bei dva in Stuttgart. 1891 trat sie für ein Jahr eine Professorenstelle am Smith College in Northampton/Massachusetts an. 1893/1894 hielt sie eine Vortragsreihe über Richard Wagner, von 1895 bis 1897 folgten weitere Vorträge und Seminare zur deutschen Literatur in New York.

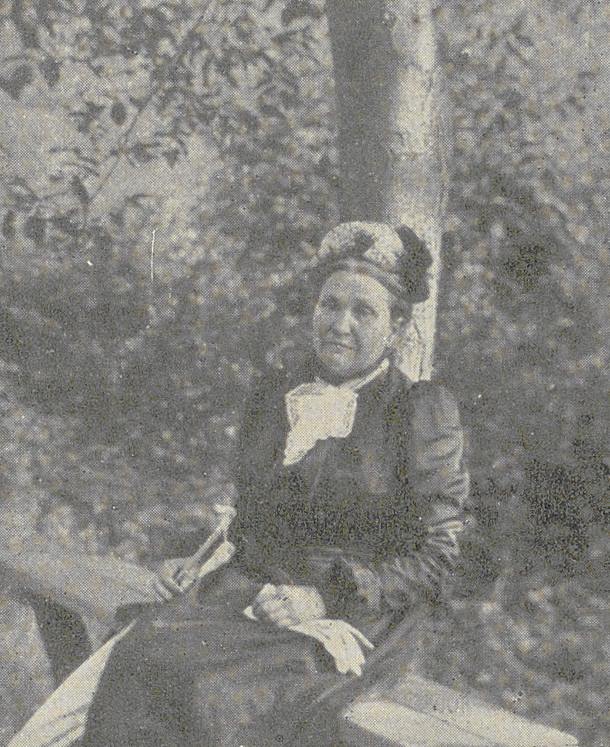
Augusta Bender mit 60 Jahren

Ab 1900 wohnte sie im Badischen Lehrerinnenwohnheim in Lichtental/Baden-Baden. Bei ihrer Sammlung der Oberschefflenzer Volkslieder, an deren Veröffentlichung der Leiter des Deutschen Volksgesangvereins zu Wien Josef Pommer beteiligt war, erhielt sie unter anderem Unterstützung durch die badische Großherzogin Luise und ihrem Gatten Friedrich I. Dazwischen lebte sie ab 1910 für zwei Jahre in Eberbach. 1910 erschien ihr Tierschutzroman Die Macht des Mitleids, mit dem sie an die im 19. Jahrhundert aufgekommene Vivisektionsdebatte anknüpfte. 1910 veröffentlichte sie in Kulturbilder aus einem badischen Bauerndorfe heimatgeschichtliche Essays.
Verarmt zog sie 1922 in ihr Heimatdorf Oberschefflenz und nach einem halben Jahr in Siegburg lebte sie im Altersheim in Mosbach (dem heutigen Pfalzgrafenstift), wo sie am 16. September 1924 starb. Sie wurde auf dem Mosbacher Friedhof beigesetzt.
Ihr schriftlicher Nachlass, darunter auch eine große Zahl von Werkmanuskripten und Briefen, befindet sich in der Badischen Landesbibliothek in Karlsruhe.

## Werke
Die wesentlichen Werke von Augusta Bender sind:
- Rasche Entschlüsse. Novelle, 1868
- Ein Bild aus der Wirklichkeit. Novelle, 1869/70
- Ein dunkles Verhängnis. Novelle, 1869/70
- Deutsche Liebe in Amerika. Briefnovelle, 1882
- Die Frauenfrage in Deutschland, 1883
- Mein Bruder. Novelle, 1883
- Haideblumen. Gedichtband, 1887
- Die Reiterkäthe. Heimatroman aus dem Dreißigjährigen Krieg, 1893
- Ein deutsches Mädchen in Amerika. Novelle, 1893 auf Englisch / 1901 auf Deutsch
- Hausfreundin 1, 2, 3, 1900–1903
- Sorle, die Lumpenfrau. Novelle, 1901
- Oberschefflenzer Volkslieder, 1902
- Das Spinnrad. Novelle, 1902
- Der Kampf ums höhere Dasein, 1907
- Kulturbilder, 1910
- Die Macht des Mitleids. Tierschutzroman, 1910
- Auf der Schattenseite des Lebens. Autobiografie, 1913/14
- Gesammelte Werke. Mit einem Nachwort von Georg Fischer. Buchen: Odenwälder, 1996, ISBN 3-929295-21-0.

## Sonstiges
- Die Staatliche Berufsschule für Hauswirtschaft, Landwirtschaft, Pflege- und Sozialberufe in Mosbach trägt seit 1953 den Namen Augusta-Bender-Schule.[5]
- Das Smith College in Northampton, Massachusetts, ist heute das größte Frauencollege in den USA. Es ist privat, nichtkonfessionell, ein College der freien Künste und gehört zu den Seven Sisters Colleges.